# Borussia Mönchengladbach
VfL 1900 Borussia Mönchengladbach, mest känd som Borussia Mönchengladbach, andra vanliga benämningar är Borussia M'gladbach, Gladbach eller Borussia, är en fotbollsklubb i Mönchengladbach, Tyskland. Klubben grundades 1900. Borussia är det latinska namnet på Preussen, dit Mönchengladbach hörde.

## Historia

### Grundandet
Borussia Mönchengladbach grundades 1900 och hade tidiga framgångar där man bland annat tidigt fick sin första landslagsspelare. 

### Fölelvan (Fohlenelf)
Borussia tog sin första stora titeln 1960 då man vann tyska cupen, DFB-Pokal, och man växte alltmer fram som det stora laget i närområdet. Den gamla storheten Fortuna Düsseldorf var på dekis och det närliggande Mönchengladbach lyckades knyta till sig en rad stora talanger till laget som fortfarande spelade i andradivisionen. Man gick upp 1964 och under den nya tränaren Hennes Weisweiler kom framgångarna. I ett lag bestående av bland andra Berti Vogts och Günter Netzer charmade man hela fotbolls-Tyskland med sitt offensiva spel och våren 1970 blev man för första gången tyska mästare. Laget kallas fortfarande idag Fohlen-Elf, fölelvan, efter att laget under 1960-talet varit fullt av talanger som blommade ut till storspelare.

### Storhetstiden
Borussia Mönchengladbach hade sin storhetstid under 1970-talet då laget tillhörde Europas bästa klubbar med ligasegrar och framgångar i Europacupspelet. Borussia Mönchengladbach blev känt över hela Europa för sin offensiva fotboll och hade en rad tyska landslagsstjärnor i laget. 1970 års mästerskap försvarades 1971 innan FC Bayern München tre år i rad tog över taktpinnen men inte utan klassiska bataljer mellan dessa 1970-talets storlag i Tyskland och Europa. Det var också Borussia Mönchengladbach som tillsammans med Bayern München skapade stommen för det västtyska storlag som vann EM-guld 1972 och VM-guld 1974. 
1975 var Borussia åter tillbaka på tronen och lyckades få en ännu större storhetstid än den man haft 1970–1971. Borussia vann Bundesliga tre år i rad, 1975 vann man för första gången UEFA-cupen och 1977 nådde man Europacupfinalen för mästarlag men tvingades se sig besegrade av det engelska storlaget Liverpool FC. Man hade inte bara en av Bundesligas vassaste anfallare i hemmasonen Jupp Heynckes utan värvade även Allan Simonsen från danska Vejle som 1977 blev vald till Europas bästa (Guldbollen). Därtill kom nya landslagsspelare som bland andra Uli Stielike till klubben.

### Borussia under Heynckes
1979 tog Jupp Heynckes, den gamla storspelaren, över efter Udo Lattek och förde laget till nya framgångar. 1980 nådde man final i UEFA-cupen igen men i den tyska finalen mot Eintracht Frankfurt lyckades man inte försvara titeln. 1984 nådde man final i DFB-pokal men förlorade straffläggningen mot FC Bayern München. Man tog inga nya titlar men fick under 1980-talet se flera nya stjärnor i laget: Lothar Matthäus, Norbert Meier, Uli Borowka, Uwe Kamps och Stefan Effenberg.

### Borussia under 1990-talet
För många blev Borussia "svensklaget" sedan de tre svenskarna Martin Dahlin, Jörgen Pettersson och Patrik Andersson spelat i klubben. Alla tre var framgångsrika under sin tid i klubben: Martin Dahlin var en av Bundesligas vassaste målskyttar och hade sina glansår i karriären här och Patrik Andersson var en dominant i försvaret och ett bevis för detta vara hans plats i Borussias "drömelva" vid 100-årsjubileet 2000. Patrik Anderssons placering där skedde i stor konkurrens. Jörgen Pettersson hade en framgångsrik första period i klubben men såldes till FC Kaiserslautern i samband med Borussias degradering. 
1995 vann man återigen en stor titel - DFB-pokalen. Den stora spelaren var Stefan Effenberg som senare gick till Bayern München. I finalen deltog Patrik Andersson som även han senare gick till FC Bayern München. Sämre tider följde för den forna mästarklubben och en katastrofal säsong kom 1998/1999 då laget spelade uselt och för första gången åkte ur Bundesliga. Spelarflykt följde och klubben tvingades satsa om - vilket inte gick smärtfritt. Bland de talanger som klubben fått fram finns Sebastian Deisler som i samband med degraderingen gick till Hertha Berlin.

### Borussia idag
2001 gick Borussia äntligen upp och stora delar av fotbolls-Tyskland firade. Tränaren Hans Meyer blev kultfigur under sin tid i klubben och som skaparen av det nya Borussia. I Bundesliga har det gått kärvt men klubben har hängt kvar. Flera tränarbyten har ägt rum och vissa perioder har varit kaotiska. Tränaren Horst Köppel fick sparken våren 2006 trots att han lett klubben till den bästa placeringen på många år i Bundesliga. Efterträdaren och Borussia-legenden Jupp Heynckes misslyckades att föra laget uppåt i tabellen och lämnade klubben 2007. Under senare år har klubben bytt spelare mer än någon annan klubb i Bundesliga. Man har värvat flera spelare som inte lyckats på grund av skador: Giovane Elber och Christian Ziege är två exempel. Klubben har samtidigt satsat på sin ungdomssektion och bland annat fått fram Marcell Jansen.
Säsongen 2011/2012 imponerade Mönchengladbach genom att komma fyra i tabellen, och kvala till Champions League. De åkte ut i sista kvalomgången mot Dynamo Kiev och hamnade i Europa League där de kom till slutspelet och åkte sedan ut mot SS Lazio.

## Tränare
Borussias tränare i urval.
- Hennes Weisweiler (1964–1975)
- Udo Lattek (1975–1979)
- Jupp Heynckes (1979–1987)
- Rainer Bonhof (1998–1999)
- Hans Meyer (1999–2003)
- Ewald Lienen (2003–2003)
- Holger Fach (2003–2004)
- Dick Advocaat (2004–2005)
- Horst Köppel (2005–2006)
- Jupp Heynckes (2006–2007)
- Jos Luhukay (2007–2008)
- Hans Meyer (2008–2011)
- Lucien Favre (2011–2015)
- André Schubert (2015–2016)
- Dieter Hecking (2017–2019)
- Marco Rose (2019–2021)
- Adi Hütter (2021–2022)
- Daniel Farke (2022–)

## Spelare

### Truppen
| 1  | Schweiz  | Yann Sommer    | 17 december 1988 | Basel (-14)              |
| 21 | Tyskland | Tobias Sippel  | 22 mars 1988     | Kaiserslautern (-15)     |
| 33 | Tyskland | Moritz Nicolas | 21 oktober 1997  | Rot-Weiss Essen (-15)    |
| 41 | Tyskland | Jan Olschowsky | 18 november 2001 | Borussia Mönchengladbach |

| 3  | Japan     | Ko Itakura       | 27 januari 1997   | Manchester City (-22)     |
| 4  | Frankrike | Mamadou Doucouré | 21 maj 1998       | Paris Saint-Germain (-16) |
| 5  | Tyskland  | Marvin Friedrich | 13 december 1995  | Union Berlin (-22)        |
| 15 | Tyskland  | Jordan Beyer     | 19 maj 2000       | Borussia Mönchengladbach  |
| 18 | Österrike | Stefan Lainer    | 27 augusti 1992   | Red Bull Salzburg (-19)   |
| 20 | Tyskland  | Luca Netz        | 15 maj 2003       | Hertha Berlin (-21)       |
| 24 | Tyskland  | Tony Jantschke   | 7 april 1990      | Dresden-Nord (-06)        |
| 25 | Algeriet  | Ramy Bensebaini  | 16 april 1995     | Rennes (-19)              |
| 29 | USA       | Joe Scally       | 31 december 2002  | New York City (-21)       |
| 30 | Schweiz   | Nico Elvedi      | 30 september 1996 | FC Zürich (-15)           |

| 6  | Tyskland  | Christoph Kramer | 19 februari 1991 | Bayer Leverkusen (-16)   |
| 11 | Österrike | Hannes Wolf      | 16 april 1999    | RB Leipzig (-20)         |
| 13 | Tyskland  | Lars Stindl      | 26 augusti 1988  | Hannover 96 (-15)        |
| 17 | Frankrike | Kouadio Koné     | 17 maj 2001      | Toulouse (-21)           |
| 22 | Danmark   | Oscar Fraulo     | 6 december 2003  | Midtjylland (-22)        |
| 23 | Tyskland  | Jonas Hofmann    | 14 juli 1992     | Borussia Dortmund (-16)  |
| 26 | Tyskland  | Torben Müsel     | 25 juli 1999     | Kaiserslautern (-18)     |
| 27 | Tyskland  | Rocco Reitz      | 29 maj 2002      | Borussia Mönchengladbach |
| 32 | Tyskland  | Florian Neuhaus  | 16 mars 1997     | 1860 München (-17)       |
| 34 | Irland    | Conor Noss       | 1 januari 2001   | Borussia Mönchengladbach |

| 7  | Tyskland  | Patrick Herrmann       | 12 februari 1991 | Saarbrücken (-08)  |
| 10 | Frankrike | Marcus Thuram          | 6 augusti 1997   | Guingamp (-19)     |
| 14 | Frankrike | Alassane Pléa          | 10 mars 1993     | Nice (-18)         |
| 38 | Luxemburg | Yvandro Borges Sanches | 24 maj 2004      | Racing-Union (-20) |

### Utlånade spelare
| Nr | Land     | Pos | Namn                                       |
| -- | -------- | --- | ------------------------------------------ |
|    | Tyskland | MV  | Jonas Kersken (i Meppen till 30 juni 2023) |